# Esperimento di cancellazione quantistica a scelta ritardata
L'esperimento di cancellazione quantistica a scelta ritardata, eseguito per la prima volta da Yoon-Ho Kim, R. Yu, SP Kulik, YH Shih e Marlan O. Scully  e pubblicato all'inizio del 1999, è un esperimento di cancellazione quantistica che incorpora il principio dell'esperimento di scelta ritardata di Wheeler. L'esperimento è stato progettato per indagare le conseguenze peculiari del noto esperimento della doppia fenditura in meccanica quantistica e le conseguenze dell'entanglement quantistico.
L'esperimento di cancellazione quantistica a scelta ritardata indaga su un paradosso evidenziato da John Archibald Wheeler in alcuni esperimenti mentali: se un fotone si manifesta come se fosse venuto da un unico percorso sino al rivelatore, allora il "buon senso" (che Wheeler e gli altri sfidano) dice che deve essere entrato nel dispositivo a doppia fenditura come particella, mentre, se si manifesta come se fosse venuto da due percorsi indistinguibili, allora deve essere entrato nel dispositivo come un'onda. Se l'apparato sperimentale viene modificato mentre il fotone è in volo, il fotone dovrebbe invertire la sua originale "decisione" sul fatto di essere un'onda o una particella. Wheeler ha sottolineato che quando queste ipotesi sono applicate ad un dispositivo di dimensioni interstellari, una decisione dell'ultimo minuto fatta sulla terra su come osservare un fotone potrebbe alterare una decisione presa milioni o addirittura miliardi di anni prima.
Gli esperimenti di scelta ritardata hanno confermato la capacità apparente delle misurazioni effettuate su fotoni nel presente di alterare eventi verificatisi in passato, ciò che richiederebbe una visione non-standard della meccanica quantistica. Se però il fotone viene interpretato come una cosiddetta "sovrapposizione di stati", cioè come qualcosa che ha la potenzialità di manifestarsi come una particella o un'onda, ma durante il suo tempo in volo non è ne l'una né l'altra, allora non c'è il paradosso temporale. Questa è la visualizzazione standard e recenti esperimenti l'hanno sostenuta. Si è confermato inoltre l'effetto della cancellazione, cioè la reversibilità degli effetti determinati da opportuni dispositivi sul risultato finale dell'esperimento una volta che questi vengano rimossi o comunque disattivati.

## Introduzione
Nell'esperimento di base della doppia fenditura, un fascio di luce (di solito un laser) è diretto perpendicolarmente verso una parete forata da due aperture a fessura parallela. Se uno schermo di rilevamento è messo sull'altro lato della parete a doppia fenditura, si osserverà un modello di luce e ombra a frange, un modello che viene chiamato «modello di interferenza». Altri enti su scala atomica come gli elettroni si trovano a mostrare lo stesso comportamento quando vengono sparati verso una doppia fenditura. Diminuendo la luminosità della sorgente in maniera sufficiente, singole particelle che formano la figura di interferenza sono rilevabili. L'emergere di una figura di interferenza suggerisce che ogni particella che passa attraverso le fessure interferisce con se stessa e che quindi, in un certo senso, le particelle stanno attraversando entrambe le fessure nello stesso tempo. Questa è un'idea che contraddice la nostra esperienza quotidiana degli oggetti discreti.
Un esperimento mentale ben noto, che ha svolto un ruolo fondamentale nella storia della meccanica quantistica, ha dimostrato che, se i rivelatori di particelle sono posizionati nelle fessure si mostra attraverso quale fenditura un fotone passa, ma in questo caso la figura di interferenza scompare. Questo esperimento illustra il principio di complementarità sul fatto che i fotoni possono comportarsi sia come particelle o come onde, ma non entrambi allo stesso tempo. Tuttavia, realizzazioni tecnicamente possibili di questo esperimento non sono state proposte fino al 1970.
Le informazioni sul percorso e la visibilità delle frange di interferenza sono quantitativi complementari. Nell'esperimento della doppia fenditura, seguendo con la conoscenza convenzionale, si è ritenuto che osservando le particelle esse vengono disturbate di una misura sufficiente a distruggere la figura di interferenza a causa del principio di indeterminazione di Heisenberg.
Tuttavia nel 1982 Scully e Drühl hanno trovato una scappatoia a questa interpretazione. Hanno proposto un "cancellatore quantistico" ideale per ottenere le informazioni del percorso senza disperdere le particelle o comunque con l'introduzione di fattori di fase non controllati da loro. Piuttosto che tentare di osservare quale fotone entrasse in ogni fessura (in questo modo disturbandoli), hanno proposto di "marcarli" con l'informazione che, in linea di principio, permetterebbe ai fotoni di essere distinti dopo il passaggio attraverso le fessure. La previsione teorica è che la figura di interferenza scompare quando i fotoni sono marcati, ma riappare se le informazioni sul percorso vengono ulteriormente manipolate per cancellare le marcature dopo che i fotoni segnalati sono passati attraverso le doppie feritoie. Dal 1982 ulteriori esperimenti, ideali e reali, hanno dimostrato la validità della cosiddetta "cancellazione quantica".

### Un semplice esperimento di cancellazione quantica

L'esperimento che mostra la determinazione ritardata del fotone

Una semplice versione della cancellazione quantica può essere descritta come segue: invece di suddividere un fotone o la sua onda di probabilità tra due fessure, il fotone attraversa un divisore di fascio. Si pensi in termini di flusso di fotoni che vengono diretti in modo casuale verso il separatore di fascio determinando due percorsi per l'interazione, in questo modo sembrerebbe che nessun fotone può quindi interferire con altro o con se stesso. Tuttavia, se il tasso di produzione di fotoni è ridotto in modo che solo un fotone entra dell'apparecchiatura nell'unità di tempo, diventa impossibile comprendere se il fotone si muove attraverso un percorso, perché quando le uscite del percorso vengono reindirizzate in modo da coincidere su di un rivelatore o dei rivelatori comuni, i fenomeni di interferenza appaiono.
Nei due schemi raffigurati a lato i fotoni vengono emessi uno alla volta da un laser simboleggiato da una stella gialla. Essi passano attraverso un divisore di fascio al 50% (blocco verde in basso a sinistra) che riflette o trasmette metà dei fotoni. I fotoni riflessi o trasmessi viaggiano lungo due percorsi possibili rappresentati dalle linee rosse e blu. Il divisore è orientato in modo da riflettere i fotoni (percorso rosso) e creare uno sfasamento di 180 gradi con il secondo percorso (percorso blu).
Nel diagramma superiore, le traiettorie dei fotoni sono chiaramente note: se un fotone emerge dalla parte superiore dell'apparecchiatura, doveva provenire dal percorso blu, se emerge dal lato dell'apparecchio doveva provenire dal percorso rosso.
Nel diagramma inferiore un secondo divisore di fascio viene introdotto nella parte superiore destra. Si può così dirigere il fascio verso una delle due porte di uscita. Così i fotoni che emergono da ciascuna porta di uscita potrebbero provenire da uno dei due percorsi. Questo secondo divisore è orientato in modo da riflettere i fotoni che subiscono uno sfasamento di 180 gradi, ma i fotoni trasmessi non lo fanno. Di conseguenza, i fasci rossi e blu emergenti verso l'alto sono 180 gradi fuori fase tra loro, mentre quelli di emissione a destra sono in fase.
Con l'introduzione del secondo divisore di fascio, le informazioni sul percorso sono state "cancellate", cancellando i risultati delle informazioni sul percorso e sui fenomeni di interferenza negli schermi di rilevamento posizionati appena oltre ogni porta di uscita.

### Scelta ritardata
I precursori degli attuali esperimenti di cancellazione quantistica, come il "semplice cancellatore quantistico" sopra descritto, presentano semplici spiegazioni di onde classiche. In effetti, si potrebbe sostenere che non ci sia nulla di particolarmente quantico di questo esperimento. Tuttavia, Jordan ha sostenuto, sulla base del principio di corrispondenza, che nonostante l'esistenza di tali spiegazioni classiche il primo ordine di esperimenti di interferenza, come quelli sopra, possono essere interpretati come vere cancellazioni quantistiche.
Questi precursori utilizzano l'interferenza di un singolo fotone. Le altre versioni del cancellatore quantistico usando fotoni entangled, tuttavia, sono intrinsecamente non-classici. A causa di ciò, al fine di evitare ogni possibile ambiguità sull'essenza quantistica rispetto l'interpretazione classica, la maggior parte degli sperimentatori ha scelto di utilizzare sorgenti luminose con fotoni entangled per dimostrare la cancellazione quantistica senza l'analogica alla fisica classica.
Inoltre, l'uso di fotoni entangled consente la progettazione e la realizzazione di versioni del cancellatore quantistico che sono impossibili da ottenere con l'interferenza di un singolo fotone, come ad esempio l'esperimento di scelta ritardata, che è l'argomento di questo articolo.

## L'esperimento di Kim e altri (2000)
La configurazione sperimentale, descritta in dettaglio in Kim ed altri, è illustrata nella figura a destra. Un laser ad argon genera singoli fotoni di 351,1 nm che passano attraverso un apparato a doppia fenditura (linea verticale nera in alto a sinistra del diagramma).

Configurazione dell'esperimento di cancellazione quantistica a scelta ritardata di Kim e altri. Si noti che il rilevatore D_{0} è mobile.

Un singolo fotone passa attraverso una (o entrambe) le fenditure. Nella figura, i percorsi dei fotoni sono codificati da linee di colore blu o rosso per indicare da quale fenditura il fotone è passato (il rosso indica la fessura A, l'azzurro la B).
Finora, l'esperimento è come un esperimento di due fenditure convenzionali; tuttavia dopo le fessure, una conversione parametrica viene utilizzata per preparare uno stato a due fotoni entangled. Ciò è ottenuto da un cristallo ottico lineare BBO (beta borato di bario) che converte il fotone (da entrambe le fessure) in due identici fotoni polarizzati ortogonalmente ed entangled con metà della frequenza del fotone originale. I percorsi seguiti da questi fotoni polarizzati ortogonalmente sono condotti a divergere nel prisma di Glan-Thompson.
Uno di questi fotoni a 702.2 nm, indicato come il fotone "segnale" (linee rosse e celesti che vanno verso l'alto dal prisma di Glan-Thompson) continua verso il bersaglio chiamato D0. Durante un esperimento, il rilevatore D0 rileva lungo l'asse x e i suoi movimenti sono comandati da un motore passo-passo. Una serie di "segnali" contano i fotoni rilevati da D0 sull'asse x ed è così possibile esaminare se il segnale cumulativo costituisce una figura di interferenza.
L'altro fotone entangled, indicato come fotone pigro (guarda le linee rosse e azzurre che vanno verso il basso dal prisma di Glan-Thompson), viene deflesso dal prisma PS che lo invia lungo percorsi divergenti a seconda se è provenuto dalla fessura A o B.
Un po' al di là della divisione del percorso, i fotoni pigri incontrano i divisori di fascio BSa, BSb e BSc che hanno ognuno una probabilità del 50% di consentire al fotone di passarvi attraverso e un 50% di causare una riflessione. Ma e Mb sono specchi.
I separatori di fascio e gli specchi dirigono i fotoni pigri verso i rivelatori D1, D2, D3 e D4. Nota che:
1. Se un fotone pigro è rilevato da D3, può solo provenire dalla fessura B (in basso).
2. Se un fotone pigro è rivelato da D4, può solo provenire dalla fessura A (in alto).
3. Se un fotone pigro viene rilevato da D1 o D2, può provenire dalla fessura A o B.
4. La lunghezza del cammino ottico misurato dalla fessura su D1, D2, D3 e D4 è di 2,5 metri più lunga della lunghezza del cammino ottico dalla fessura D0. Ciò significa che tutte le informazioni che il fotone può ricevere da un fotone pigro di rinvio devono essere di circa 8 nsec in ritardo rispetto a quello che si può ricevere dai fotoni entangled.

Asse x: posizione di D_{0}. Asse y: unisce le rilevazioni tra D_{0} e D_{1}, D_{2}, D_{3}, D_{4} (R_{01}, R_{02}, R_{03}, R_{04}). R_{04} non è previsto nell'articolo di Kim e viene fornito in base alla loro descrizione verbale.

Registrazioni simulate di fotoni rilevati congiuntamente da D_{0} e D_{1}, D_{2}, D_{3}, D_{4} (R_{01}, R_{02}, R_{03}, R_{04})

Il rilevamento del fotone su D3 o D4 fornisce un ritardo nell'informazione del percorso che indica se il segnale dei fotoni con cui è entangled aveva attraversato la fessura A o B. D'altra parte, il rilevamento del fotone su D1 o D2 fornisce un'indicazione ritardata sul fatto che tali informazioni non siano disponibili per i fotoni entangled. Nella misura in cui le informazioni che precedentemente erano disponibili dal fotone pigro, si dice che l'informazione è stata sottoposta a una "cancellazione ritardata".
Utilizzando un contatore di coincidenze, gli sperimentatori sono stati in grado di isolare il segnale affetto da foto-rumore, registrando solo gli eventi in cui sono stati rilevati sia i fotoni di segnale che quelli pigri (dopo la compensazione degli 8 nsec di ritardo). Tale risultato è visibile nelle due figure al lato.
Quando gli sperimentatori hanno esaminato i fotoni di segnale dove gli entangled sono stati rilevati in D1 o D2, essi hanno rivelato modelli di interferenza. Tuttavia, quando si sono osservati fotoni di segnale dove gli entangled sono stati rilevati in D3 o D4, si sono ottenuti semplici modelli di diffrazione senza interferenze.

### Significato

Primi risultati su D_{0} (con illuminazione ambientale rimossa) non si rivelerà interferenza, che ha importanti implicazioni per quanto riguarda la possibilità di utilizzare la scelta ritardata e violare la causalità.

Questo risultato è simile a quello dell'esperimento a doppia fenditura quando l'interferenza è osservata fino a che non è nota da quale fenditura il fotone è passato, mentre non si osservano interferenze quando il percorso è noto. Ciò che rende questo esperimento sorprendente è che a differenza dell'esperimento della doppia fenditura classico, la scelta se mantenere o cancellare le informazioni del percorso non compiuto fino a 8 nsec dopo la posizione del fotone, avviene dopo che è già stata effettuata una misura su D0. La rilevazione dei fotoni su D0 non produce direttamente tutte le informazioni sul percorso. Il rilevamento dei fotoni pigri in D3 o D4, che forniscono informazioni sul percorso, significa che nessun modello di interferenza può essere osservato nel sottoinsieme di fotoni individuati su D0. Allo stesso modo, la rilevazione dei fotoni pigri in D1 o D2, che non forniscono informazioni sul percorso, significa che i modelli di interferenza possono essere osservati nel sottogruppo di fotoni su D0.
In altre parole, anche se un fotone pigro non è osservato se non molto tempo dopo che il suo segnale entangled arriva su D0 a causa del percorso ottico più breve, l'interferenza su D0 è determinata dal fatto che il fotone entangled pigro è rilevato in un rivelatore che conserva le informazioni del percorso (D3 o D4), o in un rivelatore che cancella le informazioni sul percorso (D1 o D2).
Alcuni hanno interpretato questo risultato in merito alla scelta ritardata sul fatto che se si osservi o meno il percorso del fotone pigro si determina un cambiamento del risultato di un evento passato. La posizione del consenso contemporaneo è che la retrocausalità non è necessaria a spiegare il fenomeno della scelta ritardata. Si noti in particolare che una figura di interferenza può essere estratta solo per l'osservazione dopo che sono stati rilevati i fotoni pigri (cioè in D1 o D2).
Il modello complessivo di tutti i fotoni di segnale su D0, di cui gli entangled pigri sono andati su più rivelatori, non mostrerà mai un'interferenza su ciò che accade ai fotoni pigri. Si può avere un'idea di come funziona il processo guardando i grafici di R01, R02, R03 e R04, e osservando che i picchi di R01 in linea con le depressioni di R02 (cioè in presenza di uno sfasamento π tra le due frange di interferenza). R03 mostra un singolo massimo e R04, che è sperimentalmente identico a R03 mostrerà risultati equivalenti. I fotoni entangled, come filtrati con l'aiuto del contatore di coincidenze, sono simulati nelle figure che inviano un'impressione visiva delle prove disponibili dall'esperimento. In D0, la somma di tutti i conteggi correlati non mostreranno interferenze. Se tutti i fotoni che arrivano su D0 dovevano essere tracciati su un grafico, si vedrebbe solo una fascia centrale luminosa.

## Implicazioni

### La possibilità della retrocausalità
Gli esperimenti di scelta ritardata sollevano interrogativi sul tempo e sulle sequenze temporali e quindi portano le nostre solite idee di tempo e di sequenza causale in discussione. Se gli eventi su D1, D2, D3 e D4 determinano esiti su D0, allora l'effetto sembra precedere la causa. Se i percorsi di luce pigra fossero stati molto estesi di modo che passi un anno prima un fotone si presenti su D1, D2, D3 e D4 se un fotone si presentasse in uno di questi rilevatori causerebbe un segnale fotonico mostrato un anno prima. In alternativa, la conoscenza del futuro destino del fotone pigro determinerebbe l'attività del fotone nel presente. Nessuna di queste idee è conforme alla normale aspettativa umana della causalità.

### La scelta ritardata vìola la causalità?
Gli esperimenti che coinvolgono i fenomeni di entanglement presentano fenomeni che possono creare dubbi in alcune persone riguardo alla sequenza causale. Nella cancellazione quantistica a scelta ritardata, una figura di interferenza si forma su D0 anche se i dati del percorso pertinente ai fotoni che la compongono vengono cancellati solo più tardi rispetto ai fotoni che colpiscono il rivelatore primario. Non solo il risultato di questo esperimento è sconcertante ma D0 può, in linea di principio almeno, essere una parte dell'universo e gli altri quattro rivelatori potrebbero essere dall'altro lato dell'universo.
Tuttavia, la figura di interferenza può essere vista solo retroattivamente una volta che sono stati rilevati i fotoni pigri e lo sperimentatore ha avuto informazioni su di loro; la figura di interferenza può essere vista anche quando lo sperimentatore osserva particolari sottoinsiemi di fotoni che sono stati abbinati con i pigri e che sono andati su particolari rivelatori.
Il modello complessivo dei segnali di fotone in corrispondenza del rivelatore primario non mostrano mai interferenze, per cui non è possibile dedurre cosa accadrà ai fotoni pigri osservando solo il segnale dei fotoni. La cancellazione quantica a scelta ritardata non comunica informazioni in maniera retro-causale perché prende un altro segnale che deve pervenire tramite un processo che può andare più veloce rispetto alla velocità della luce, per ordinare i dati sovrapposti nei segnali dei fotoni dei quattro flussi che riflettono gli stati dei fotoni pigri ai loro quattro schermi di rilevazione.
In realtà, un teorema dimostrato da Phillippe Eberhard mostra che se le equazioni accettate della teoria quantistica dei campi sono corrette non dovrebbe mai essere possibile violare sperimentalmente la causalità utilizzando effetti quantistici. (Leggi i riferimenti per un processo che enfatizza il ruolo delle probabilità condizionali.)
Oltre a contestare le nostre idee di senso comune sulla sequenza temporale nei rapporti di causa ed effetto, questo esperimento è tra quelli che attaccano fortemente le nostre idee sulla località, l'idea che le cose possano interagire a meno che non siano in contatto e se non in contatto fisico diretto almeno in interazione attraverso fenomeni magnetici o altro...

### Critiche
Nonostante la prova di Eberhard, alcuni fisici hanno ipotizzato che questi esperimenti possano essere modificati in modo tale da essere coerenti con gli esperimenti precedenti, ma che potrebbero consentire delle violazioni di causalità sperimentali.

## Altri esperimenti di cancellazione quantica
Molti perfezionamenti ed estensioni di Kim ed altri riguardo alla cancellazione quantistica ritardata sono stati eseguiti o proposti. Un piccolo campione di relazioni e proposte sono inseriti qui:
- Scarcelli ed altri (2007) crearono un rapporto in un basato su un esperimento a due fotoni. Dopo aver rilevato un fotone che passava attraverso una doppia fenditura, una scelta casuale ritardata è stata eseguita per cancellare o non cancellare le informazioni sul percorso tramite la misura della sua gemella lontana entangled; il comportamento come particella e onda del fotone è stato poi registrato contemporaneamente e da un solo set di rivelatori congiunti.[25]
- Peruzzo e altri (2012) hanno riportato un esperimento sulla base di un fascio controllato fascio in cui i comportamenti delle particelle e delle onde sono stati esaminati simultaneamente. La natura quantistica del comportamento del fotone è stata testata attraverso una disuguaglianza di Bell, che ha sostituito la scelta ritardata dell'osservatore.[21]
- La costruzione dello stato solido elettronico di interferometri di Mach-Zehnder (MZI) ha portato a suggerire un uso di versioni elettroniche degli esperimenti di cancellazione quantistica. Ciò sarebbe stato archiviato mediante un accoppiamento di Coulomb per un secondo MZI che agisce come un rivelatore elettronico.[26]
- Coppie di kaoni neutri entangled sono stati esaminati e giudicati idonei per le indagini che utilizzano la marcatura quantistica e le tecniche di cancellazione quantistica.[27]

### Esplicative
1. ↑  Dalla Stanford Encyclopedia of Philosophy:

«Più recentemente, gli esperimenti di Bell sono stati interpretati da alcuni come se eventi gli quantistici potrebbero essere collegati in modo tale che il cono di luce del passato potrebbe essere accessibile sotto interazione non locale, non solo nel senso di azione a distanza ma una causalità come le versioni precedenti. Uno degli esperimenti più interessanti di questo genere è la Cancellazione quantistica a scelta ritardata progettato da Yoon-Ho Kim ed. altri (2000). Si tratta di una costruzione piuttosto complicata. È impostata per misurare la correlazione di coppie di fotoni, che sono in uno stato di entanglement, in modo che uno dei due fotoni viene rilevato 8 nanosecondi prima del suo partner. I risultati dell'esperimento sono piuttosto sorprendenti. Essi sembrano indicare che il comportamento dei fotoni rilevati 8 nanosecondi prima del loro partner è determinato da come vengono rilevati i partner. Infatti si potrebbe essere tentati di interpretare questi risultati come esempio del futuro effetto sul passato. Il risultato è, tuttavia, secondo le previsioni della meccanica quantistica.»
(Backward Causation)
2. ↑  Così il Greene:

«[...] le misure future non implicano in alcun modo la modifica dei dati raccolti oggi. Ma le misurazioni future influenzano il tipo di dati è possibile richiamare successivamente quando si descrive quello che è successo oggi. Prima di avere i risultati delle misurazioni del fotone pigro, non si può dire nulla sul percorso di un determinato fotone. Tuttavia, una volta che hai i risultati, si conclude che i fotoni di segnale di cui i partner del pigro sono stati utilizzati con successo per determinare quali percorsi informativii si possono descrivere come posseduti ... viaggiando a destra o a sinistra. È anche possibile concludere che i fotoni di segnale i cui partner pigri avevano le loro informazioni sul percorso cancellato non possono essere descritti come aventi... sicuramente andati in un modo o l'altro (una conclusione convincente conferma l'utilizzo di dati di fotoni pigri di nuova acquisizione per esporre la figura di interferenza precedentemente nascosta tra quest'ultima classe di fotoni di segnale). Vediamo quindi che il futuro aiuta a plasmare la storia che raccontata nel passato»
(Brian Greene, The Fabric of the Cosmos, pp 198–199)
3. ↑  Il rapporto di Kim dice: P. 1f: L'esperimento è stato progettato in modo tale che L0, la distanza ottica fra atomi A, B e il rilevatore D0, è molto più breve di Li, che è la distanza tra gli atomi ottici A, B e i rilevatori D1, D2, D3, D4. In modo che D0 verrà attivato molto prima dal fotone 1. Dopo la registrazione del fotone 1, guardiamo a questi eventi di rilevamento "in ritardo" di D1, D2, D3, D4 e che hanno ritardi di tempo costante, i ≃ (Li - L0) / c, relativo al tempo di attivazione D0.
P.2: In questo esperimento il ritardo ottico (Li - L0) viene scelto per essere ≃ 2.5m, dove L0 è la distanza ottica fra la superficie di uscita BBO e il rilevatore D0, e Li è la distanza ottica fra la superficie di uscita di BBO e i rivelatori D1, D2, D3, D4. Questo significa che tutte le informazioni si possono imparare dai fotoni 2 che deve avvenire almeno 8ns dopo ciò che si è appreso dalla registrazione del fotone 1. Rispetto al tempo di risposta 1ns dei rilevatori, 2.5m di ritardo è abbastanza buono per una "cancellazione ritardata ".

P.3: Il cui percorso o entrambi i percorsi informativi di un quanto possono essere cancellati o segnati dal suo gemello entangled anche dopo la registrazione del quanto.

P.2: Dopo la registrazione del fotone 1, guardiamo a questi eventi di rilevamento "in ritardo" di D1, D2, D3, D4 e che hanno ritardi di tempo costante, i ≃ (Li - L0) / c, relativo al tempo di attivazione di D0. È facile vedere che questi eventi "di rilevazione comune" devono essere portati dalla stessa coppia di fotoni.

### Bibliografiche
1. 1 2   Yoon-Ho Kim, R. Yu e S. P. Kulik, A Delayed Choice Quantum Eraser, in Physical Review Letters, vol. 84, n. 1, 3 gennaio 2000,  pp. 1-5, DOI:10.1103/PhysRevLett.84.1. URL consultato il 7 dicembre 2023.
2. ↑   Xiao-Song Ma, Johannes Kofler e Angie Qarry, Quantum erasure with causally disconnected choice, in Proceedings of the National Academy of Sciences of the United States of America, vol. 110, n. 4, 22 gennaio 2013,  pp. 1221-1226, DOI:10.1073/pnas.1213201110. URL consultato il 7 dicembre 2023.
«Our results demonstrate that the viewpoint that the system photon behaves either definitely as a wave or definitely as a particle would require faster-than-light communication. Because this would be in strong tension with the special theory of relativity, we believe that such a viewpoint should be given up entirely»
3. ↑   Alberto Peruzzo, Peter J. Shadbolt e Nicolas Brunner, A quantum delayed choice experiment, in Science, vol. 338, n. 6107, 2 novembre 2012,  pp. 634-637, DOI:10.1126/science.1226719. URL consultato il 7 dicembre 2023.
4. 1 2  Feynman, Richard P.; Robert B. Leighton; Matthew Sands (1965). The Feynman Lectures on Physics, Vol. 3. US: Addison-Wesley. pp. 1.1–1.8. ISBN 978-0-201-02118-9.
5. ↑   O. Donati, G. P. Missiroli e G. Pozzi, An Experiment on Electron Interference, in American Journal of Physics, vol. 41, 1º maggio 1973,  pp. 639-644, DOI:10.1119/1.1987321. URL consultato il 7 dicembre 2023.
6. ↑   B. (Brian) Internet Archive, The elegant universe : superstrings, hidden dimensions, and the quest for the ultimate theory, 1999, ISBN 978-0-393-04688-5. URL consultato il 7 dicembre 2023.
7. ↑   David Harrison, Complementary & The Copenhagen Interpretation, su faraday.physics.utoronto.ca. URL consultato il 7 dicembre 2023.
8. ↑   Quantum Mechanics, 1925-1927: Triumph of the Copenhagen Interpretation, su web.archive.org, 14 gennaio 2016. URL consultato il 7 dicembre 2023 (archiviato dall'url originale il 14 gennaio 2016).
9. ↑  (EN) María C. Boscá Díaz-Pintado, Updating the wave-particle duality, 2007. URL consultato il 7 dicembre 2023.
10. ↑   L. S. Bartell, Complementarity in the double-slit experiment: On simple realizable systems for observing intermediate particle-wave behavior, in Physical Review D, vol. 21, 1º marzo 1980,  pp. 1698-1699, DOI:10.1103/PhysRevD.21.1698. URL consultato il 7 dicembre 2023.
11. ↑   Marlan O. Scully e Kai Drühl, Quantum eraser: A proposed photon correlation experiment concerning observation and "delayed choice" in quantum mechanics, in Physical Review A, vol. 25, 1º aprile 1982,  pp. 2208-2213, DOI:10.1103/PhysRevA.25.2208. URL consultato l'8 dicembre 2023.
12. ↑   A. G. Zajonc, L. J. Wang e X. Y. Zou, Quantum eraser, in Nature, vol. 353, 1º ottobre 1991,  pp. 507-508, DOI:10.1038/353507b0. URL consultato l'8 dicembre 2023.
13. ↑   Thomas J. Herzog, Paul G. Kwiat e Harald Weinfurter, Complementarity and the Quantum Eraser, in Physical Review Letters, vol. 75, 1º ottobre 1995,  pp. 3034-3037, DOI:10.1103/PhysRevLett.75.3034. URL consultato l'8 dicembre 2023.
14. ↑   S. P. Walborn, M. O. Terra Cunha e S. Padua, A double-slit quantum eraser, in Physical Review A, vol. 65, n. 3, 20 febbraio 2002,  p. 033818, DOI:10.1103/PhysRevA.65.033818. URL consultato l'8 dicembre 2023.
15. ↑   Vincent Jacques, E. Wu e Frédéric Grosshans, Experimental realization of Wheeler's delayed-choice GedankenExperiment, in Science, vol. 315, n. 5814, 16 febbraio 2007,  pp. 966-968, DOI:10.1126/science.1136303. URL consultato l'8 dicembre 2023.
16. ↑   Raymond Y. Chiao, Paul G. Kwiat e Aephraim M. Steinberg, Quantum Nonlocality in Two-Photon Experiments at Berkeley, in Quantum and Semiclassical Optics: Journal of the European Optical Society Part B, vol. 7, n. 3, 1995-06,  pp. 259-278, DOI:10.1088/1355-5111/7/3/006. URL consultato l'8 dicembre 2023.
17. ↑   Thomas F. Jordan, Disappearance and reappearance of macroscopic quantum interference, in Physical Review A, vol. 48, 1º settembre 1993,  pp. 2449-2450, DOI:10.1103/PhysRevA.48.2449. URL consultato l'8 dicembre 2023.
18. ↑   Radu Ionicioiu e Daniel R. Terno, Proposal for a quantum delayed-choice experiment, in Physical Review Letters, vol. 107, n. 23, 2 dicembre 2011,  p. 230406, DOI:10.1103/PhysRevLett.107.230406. URL consultato l'8 dicembre 2023.
19. ↑  J.A. Wheeler, Quantum Theory and Measurement, Princeton University Press p.192-213
20. ↑   B. (Brian) Internet Archive, The fabric of the cosmos : space, time, and the texture of reality, New York : A.A. Knopf, 2004, ISBN 978-0-375-41288-2. URL consultato l'8 dicembre 2023.
21. 1 2   Alberto Peruzzo, Peter J. Shadbolt e Nicolas Brunner, A quantum delayed choice experiment, in Science, vol. 338, n. 6107, 2 novembre 2012,  pp. 634-637, DOI:10.1126/science.1226719. URL consultato il 9 dicembre 2023.
22. 1 2   B. (Brian) Internet Archive, The fabric of the cosmos : space, time, and the texture of reality, New York : A.A. Knopf, 2004, ISBN 978-0-375-41288-2. URL consultato il 9 dicembre 2023.
23. 1 2   John Cramer, An Experimental Test of Signaling using Quantum Nonlocality, su faculty.washington.edu. URL consultato il 9 dicembre 2023.
24. ↑   Paul J. Werbos e Ludmila Dolmatova, The Backwards-Time Interpretation of Quantum Mechanics - Revisited With Experiment, 2000.
25. ↑   G. Scarcelli, Y. Zhou e Y. Shih, Random delayed-choice quantum eraser via two-photon imaging, in European Physical Journal D, vol. 44, 1º luglio 2007,  pp. 167-173, DOI:10.1140/epjd/e2007-00164-y. URL consultato il 9 dicembre 2023.
26. ↑   J. Dressel, Y. Choi e A. N. Jordan, Measuring Which-Path Information with Coupled Electronic Mach-Zehnder Interferometers, in Physical Review B, vol. 85, n. 4, 23 gennaio 2012,  p. 045320, DOI:10.1103/PhysRevB.85.045320. URL consultato il 9 dicembre 2023.
27. ↑   A. Bramon, G. Garbarino e B. Hiesmayr, Quantum marking and quantum erasure for neutral kaons, in Physical Review Letters, vol. 92, n. 2, 16 gennaio 2004,  p. 020405, DOI:10.1103/PhysRevLett.92.020405. URL consultato il 9 dicembre 2023.